# Antoine Vitez

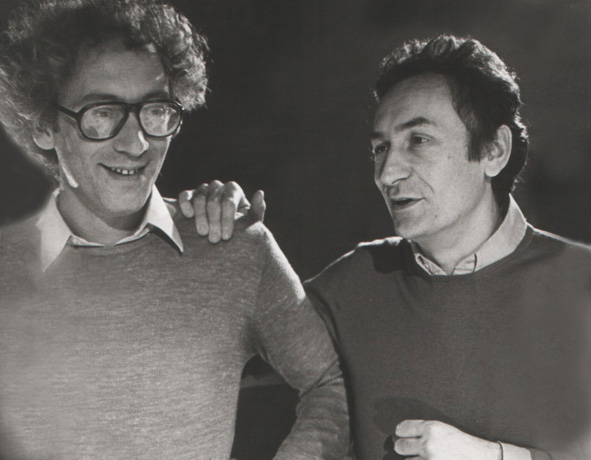
René Kalisky und Antoine Vitez, r

Antoine Vitez (* 20. Dezember 1930 in Paris; † 30. April 1990 ebd.) war ein französischer Schauspieler, Theaterregisseur und Theaterleiter, Dichter und Übersetzer. Vitez war von 1981 bis 1988 Direktor des Théâtre national de Chaillot und von 1988 bis 1990 der Comédie-Française. Er war von 1957 bis 1979 Mitglied der Kommunistischen Partei Frankreichs (PCF).

## Leben

### Jugend und Ausbildung
Antoine Vitez wurde als Sohn des Fotografen Paul Vitez geboren und wuchs im 15. Arrondissement von Paris auf, wo seine Eltern ein Fotostudio betrieben. Er war Schüler am Lycée Buffon und ab 1946 am Lycée Louis-le-Grand, wo er auch am Russischunterricht teilnahm. Nach dem Baccalauréat 1948 begann er ein Studium der Slawischen Sprachen und schrieb sich gleichzeitig an der Schauspielschule des Théâtre du Vieux-Colombier ein. Ab Juni 1950 belegte er Kurse am Conservatoire national supérieur d’art dramatique und ab Januar 1951 bei Tania Balachova am Théâtre de l’Atelier. Im August 1952 war er Mitglied der französischen Delegation, die an dem Festival de la jeunesse et des étudiants communistes in Berlin teilnahm. Von 1953 bis 1955 leistete er Militärdienst.

### Karriere am Theater
Ab 1956 erhielt er erste Rollen am Theater. 1959 spielte er auf dem Festival in Cassis in Shakespeares Komödie Was ihr wollt die Rolle des Orsino. Von 1960 bis 1962 arbeitete er als Sekretär für Louis Aragon, den er 1960 auf einer Reise nach Moskau begleitete. Er war Mitarbeiter der Zeitschriften Bref, hrsg. von Jean Vilar am TNP, und Théâtre Populaire, die beide der politischen Linken nahestanden. Von 1962 bis 1963 hatte er eine Anstellung in der Verwaltung des Théâtre du quotidien in Marseille und spielte dort gelegentlich Theater.

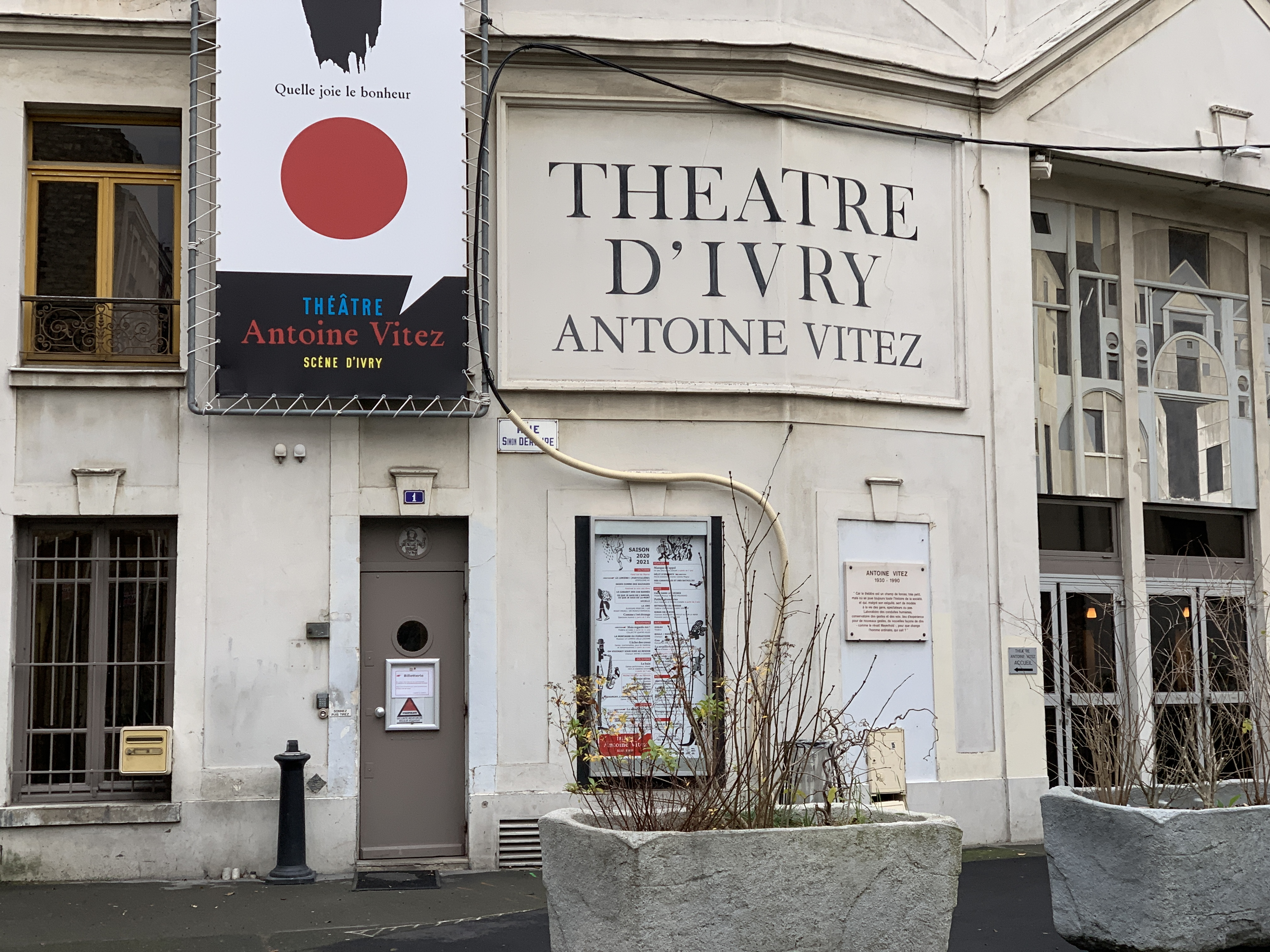
Théâtre d’Ivry - Antoine Vitez, 2021

1966 inszenierte er mit Elektra von Sophokles am Théâtre-Maison de Culture in Caen zum ersten Mal ein Theaterstück sowie ein Jahr später Les bains von Majakowski. 1966 gab er an der École Lecoq erstmals Schauspielunterricht. Im November desselben Jahres wurde er zum Professeur de formation individuelle am Conservatoire national supérieur von Paris ernannt. 1971 schlug er dem Bürgermeister von Ivry Jacques Laloé und dessen Berater Fernand Leriche (1914–2011) vor, in Ivry ein Theater einzurichten. 1972 gab er seine ersten Kurse am Théâtre des Quartiers d’Ivry.
In den späten 1970er Jahren widmete sich Vitez intensiv dem Theater Molières. Mit einem festen Ensemble von zwölf Schauspielern probte er über 6 Monate simultan die Stücke Die Schule der Frauen, Tartuffe, Don Juan und Der Menschenfeind. Das Bühnenbild blieb für alle vier Stücke gleich, die Ausstattung war minimalistisch, und die Schauspieler spielten in Kostümen der Zeit Molières. Wie die Theaterwissenschaftlerin Céline Candiard in einem Essay schreibt, interessiere sich Antoine Vitez für Moliere als einen ernsthaften Erforscher der menschlichen Seele, einen wahren Metaphysiker. Er zögere nicht, die komischen Aspekte zu Gunsten einer Meditation über Religion, die Ehe, die menschliche Gesellschaft hintanzustellen. Die vier Stücke zu einem „Molière-Zyklus“ zusammenzufassen, habe das Ziel, die einen durch die anderen zu erklären, durch einen „Echoeffekt“. „Man erkennt jetzt, dass Tartüffe und Don Juan Brüder in ihrer religiösen Heuchelei sind, und sich Alceste und Arnolphe beide mit den Schrecken unglücklicher Liebe herumzuschlagen haben.“ Die Hauptrollen spielten jeweils Didier Sandre und Dominique Valadié. Premiere war 1978 am Festival von Avignon, die zweite Aufführung fand im selben Jahr am Festival d’automne in Paris statt. Anschließend ging die Produktion auf Tournee durch Frankreich, Italien, die Schweiz und Jugoslawien, wo jeweils alle Stücke an vier Tagen nacheinander aufgeführt wurden. Vitez betrachtete Molières vier „große Komödien“ als seine Schlüsselwerke.

### Théâtre ChaillotundComédie-Française
1972 war Vitez zum künstlerischen Leiter des Théâtre national du Palais de Chaillot ernannt worden, das damals von Jack Lang geleitet wurde. 1981 wurde er Direktor (administrateur) des Hauses. Sein Nachfolger in Ivry wurde Philippe Adrien. Das Théâtre Ivry wurde nach seinem Tod im Jahr 1990 in Théâtre Ivry Antoine Vitez umbenannt. Seine erste Inszenierung 1981 am Chaillot war Goethes Faust. In den folgenden Jahren brachte er dort vor allem Klassiker des europäischen Theaters auf die Bühne.
1986 inszenierte er an der Scala in Mailand die Oper Pelléas et Mélisande, musikalische Leitung Claudio Abbado. Die Produktion wurde im Juni 1988 von der Wiener Staatsoper übernommen, die Titelrollen sangen Christa Ludwig und François Le Roux.
1987 schrieb Vitez Theatergeschichte mit der Inszenierung von Der seidene Schuh von Paul Claudel. Die Premiere war am 9. Juli im Cour d’Honneur des Papstpalastes. Die Bühnenmusik schrieb Georges Aperghis. Vitez ließ den vollständigen Text spielen, das heißt, die Aufführung dauerte die ganze Nacht von neun Uhr abends bis neun Uhr morgens. 1943 hatte Jean-Louis Barrault das Stück, in dem er selbst die Hauptrolle spielte, in einer gekürzten Fassung inszeniert. Barrault setzte das Stück in den folgenden Jahren noch fünfmal auf den Spielplan, zuletzt 1980 am Théâtre d’Orsay. 2022/23 war Vitez’ Inszenierung Abiturthema in Frankreich für Schüler mit Theater als Wahlfach.
1989 inszenierte Vitez am Théâtre des Amandiers in Nanterre den Iwanow von Tschechow, den er für die Bühne neu übersetzte. Im März 1990 brachte er das letzte Mal ein Stück auf die Bühne, Bertolt Brechts Das Leben des Galilei in der Übersetzung von Éloi Recoing (* 1955), die erste Brecht-Inszenierung an der Comédie-Française überhaupt. Das Stück wurde in der Salle Richelieu aufgeführt. Dominique Le Roux schreibt dazu: „Antoine Vitez souhaitait traiter Brecht de la même manière que lui le faisait avec les auteurs du passé, comme un classique. Il avait monté la pièce à la lumière d’enjeux politiques contemporains, il y voyait «une grande inquiétude comme une prémonition de l’histoire du communisme, la défaite d’une idée».“

### Film
Antoine Vitez hat seit seinem ersten Auftritt in der Serie En votre âme et conscience 1957 gelegentlich kleine oder größere Nebenrollen übernommen, Drehbücher geschrieben und bei Verfilmungen von Theaterproduktionen für das Fernsehen assistiert. 1966 spielte er eine Nebenrolle in dem mehrfach ausgezeichneten Film Der Krieg ist vorbei von Alain Resnais. 1969 hatte er eine Rolle in dem Oscar-nominierten Film Meine Nacht bei Maud von Eric Rohmer. Er spielte u. a. in Filmen von Costa-Gavras und François Truffaut und zum letzten Mal 1989 in Hiver 54, l’abbé Pierre, ein Film über den Kapuziner und Widerstandskämpfer Abbé Pierre von Denis Amar (* 1946).
Vitez starb am 30. April 1990 im Alter von 59 Jahren an einem Aneurysma. Vitez hat in seiner Theaterkarriere über 100 Stücke inszeniert. Er war seit 1953 mit der Schauspielerin und Puppenspielerin Agnès Vanier verheiratet. Das Paar hat zwei Töchter.

## Schriften
- La tragédie c’est l’histoire des larmes. E.F.R., 1976.
- L’Essai de solitude. Hachette/P.O.L, Paris, 1981.
- De Chaillot à Chaillot. Entretien avec Émile Copfermann. Hachette/L’Echappée belle, Paris, 1981.
- Le Théâtre des idées. Anthologie proposée par Danièle Sallenave et Georges Banu. Gallimard, Paris, 1991.
- Le Livre de Lucrèce Borgia. Actes Sud, 1996.
- Poésie. Editorial POL, Paris, 1997. ISBN 2-86744-519-1
- Le devoir de traduire. Montpellier 1996.
- Ecrits sur le théatre. 5 Bände. Editorial POL, Paris. 1994–1998.

1. L’École. 1994.
2–4. La Scène. 3 vol. 1996–1997.
5. Le Monde. 1998.

## Übersetzungen
- Moukhtar Aouezov: La jeunesse d’Abaï. Traduit du kazakh par Léonide Sobolev et Antoine Vitez. Gallimard, Paris, 1959.
- Moukhtar Aouezov: Abaï. Traduit du kazakh par Léonide Sobolev et Antoine Vitez. Gallimard, Paris, 1960.
- Michail Scholochow: Le Don paisible. Paris, Julliard 1965.
- Anton Tschechow: La mouette. Paris, Actes du sud, 1984.
- Anton Tschechow: Iwanow. Arles, Actes Sud-Papiers, 1989.

## Archive
Eine umfangreiche Sammlung von Dokumenten und Manuskripten befindet sich in der Bibliothèque nationale de France. Die Sammlung umfasst Fernsehaufzeichnungen seiner Inszenierungen und Interviews, Tonaufzeichnungen von Radiosendungen, Pressetexte, 61 Videos seiner Unterrichtsstunden, produziert von der bulgarischen Filmemacherin Maria Koleva (* 1940), rund 50 Bände Primär- und Sekundärliteratur sowie eine kleine Fotosammlung. Sein Nachlass befindet sich im Institut mémoires de l’édition contemporaine in Paris.